# Szybki tramwaj w Utrechcie

Schemat linii tramwajowych

Szybki tramwaj w Utrechcie (niderl. Utrechtse Sneltram) − system szybkiego tramwaju działający w holenderskim mieście Utrecht.

## Historia
Pierwszą linię tramwajową w Utrechcie uruchomiono 29 kwietnia 1879. Była to linia tramwaju konnego, która prowadziła do miejscowości Zeist. W 1906 uruchomiono pierwsze tramwaje elektryczne. W 1909 zelektryfikowano linię do Zeist. Tramwaje w Utrechcie zlikwidowano 15 stycznia 1939, a linię podmiejską do Zeist 3 maja 1949. 
Tramwaje na ulice Utrechtu powróciły 17 grudnia 1983 za sprawą uruchomienia linii szybkiego tramwaju na trasie Utrecht Moreelse Park – Nieuwegein-Zuid oraz od przystanku Nieuwegein Stadscentrum do Nieuwegein Doorslag. W 1985 wydłużono linię z Nieuwegein Doorslag do IJsselstein Achterveld. Ostatnia rozbudowa systemu miała miejsce w 2000 kiedy to z przystanku IJsselstein Achterveld wydłużono linię do IJsselstein-Zuid. 

## Linie
Obecnie w Utrechcie istnieją trzy linie tramwajowe:
- 60: Utrecht Central Station − Nieuwegein-Zuid
- 61: Utrecht Central Station − IJsselstein-Zuid
- 260: Utrecht Central Station − Nieuwegein-Zuid

Linia nr 60/260 ma 13,1 km długości, a linia nr 61 17,5 km długości.

## Tabor
Do obsługi trzech linii w eksploatacji znajduje się 47 tramwajów. Podstawowym typem są wagony SIG SG6 (27 tramwajów) są to dwuczłonowe i wysokopodłogowe tramwaje o długości 29,8 m. Dodatkowo w 2008 sprowadzono z Wiednia 20 tramwajów: 13 wagonów E6 oraz 7 wagonów c6.